# PKS Sparta Białystok
PKS Sparta Białystok – polski policyjny klub sportowy z siedzibą w Białymstoku. Założony w 1926 roku, rozwiązany wraz z wybuchem II wojny światowej. Sparta posiadała kilka sekcji między innymi piłkę nożną, lekkoatletykę, sekcję kolarstwa, siatkówkę i koszykówkę.
W roku 1929 prezesem Sparty był komendant powiatowy Skalski, wiceprezesem Grysztar, sekretarzem Moro, skarbnikiem Galutowski. Siedziba klubu znajdowała się przy ul.Warszawskiej 62, znajdowała się tam administracja i biblioteka klubu.

## Piłka nożna
Sekcja piłki nożnej przystąpiła do rozgrywek w 1926 roku do klasy C podgrupy białostockiej, wywalczając w niej awans. W następnym sezonie Sparta wraz z innym klubami z Białegostoku wystąpiła w klasie B pod opieką warszawskiego OZPN. W 1929 roku utworzono białostocki OZPN-u, a Spartę zakwalifikowano do klasy B. Sparta nigdy nie awansowała do A klasy, przynajmniej dwa razy wygrała swoją grupę i walczyła w eliminacjach o awans do A klasy.

W czerwcu 1929 roku Sparta wycofa się w trakcie rozgrywek, część graczy zasiliło WKS 42PP, a inni SKS Białystok. Przerwa nie trwała zbyt długo, od następnego sezonu Sparta znowu włączyła się do rywalizacji w klasie B.

### Sezony
| Poziomy rozgrywkowe | Poziomy rozgrywkowe | Poziomy rozgrywkowe | Poziomy rozgrywkowe | Poziomy rozgrywkowe | Sezony, opis | Sezony, opis   | Sezony, opis | Sezony, opis | Sezony, opis | Sezony, opis | Sezony, opis                | Sezony, opis | Sezony, opis     |
| I                   | II                  | III                 | IV                  | V                   | Sezon        | Liga           | Poz.         | Pkt.         | Bramki       | Z/R/P        | Uwagi                       | Nazwa        | ZPN              |
| ------------------- | ------------------- | ------------------- | ------------------- | ------------------- | ------------ | -------------- | ------------ | ------------ | ------------ | ------------ | --------------------------- | ------------ | ---------------- |
| MP                  | A                   | B                   | C                   |                     | 1925         |                |              |              |              |              | Przerwa w rozgrywkach.      | Sparta       |                  |
| MP                  | A                   | B                   | C                   |                     | 1926         | Klasa C        | 1            | b.d.         | b.d.         | b.d.         |                             | Sparta       | Wileński OZPN    |
| L                   | A                   | B                   | C                   |                     | 1927         | Klasa B        | 2            | 11           | b.d.         | b.d.         |                             | Sparta       | Warszawski OZPN  |
| L                   | A                   | B                   | C                   |                     | 1928         | Klasa B        | 4            | b.d.         | b.d.         | b.d.         |                             | Sparta       | Warszawski OZPN  |
| L                   | A                   | B                   | C                   |                     | 1929         | Klasa B (gr.I) | b.d.         | b.d.         | b.d.         | b.d.         |                             | Sparta       | Białostocki OZPN |
| L                   | A                   | B                   | C                   |                     | 1930         | Klasa B (gr.I) | 1/?          | b.d.         | b.d.         | b.d.         | Przegrane baraże o A klasę. | Sparta       | Białostocki OZPN |
| L                   | A                   | B                   | C                   |                     | 1931         | Klasa B (gr.I) | 1/?          | b.d.         | b.d.         | b.d.         | Przegrane baraże o A klasę. | Sparta       | Białostocki OZPN |
| L                   | A                   | B                   | C                   |                     | 1932         |                |              |              |              |              | b.d.                        | Sparta       | Białostocki OZPN |
| L                   | A                   | B                   | C                   |                     | 1933         |                |              |              |              |              | b.d.                        | Sparta       | Białostocki OZPN |
| L                   | A                   | B                   |                     |                     | 1934         |                |              |              |              |              | b.d.                        | Sparta       | Białostocki OZPN |
| L                   | A                   | B                   |                     |                     | 1935         |                |              |              |              |              | b.d.                        | Sparta       | Białostocki OZPN |
| L                   | A                   | B                   |                     |                     | 1936         |                |              |              |              |              | b.d.                        | Sparta       | Białostocki OZPN |
| L                   | A                   | B                   |                     |                     | 1936/1937    |                |              |              |              |              | b.d.                        | Sparta       | Białostocki OZPN |
| L                   | A                   | B                   |                     |                     | 1937/1938    |                |              |              |              |              | b.d.                        | Sparta       | Białostocki OZPN |
| L                   | A                   | B                   |                     |                     | 1938/1939    |                |              |              |              |              | b.d.                        | Sparta       | Białostocki OZPN |